# Mrauk U

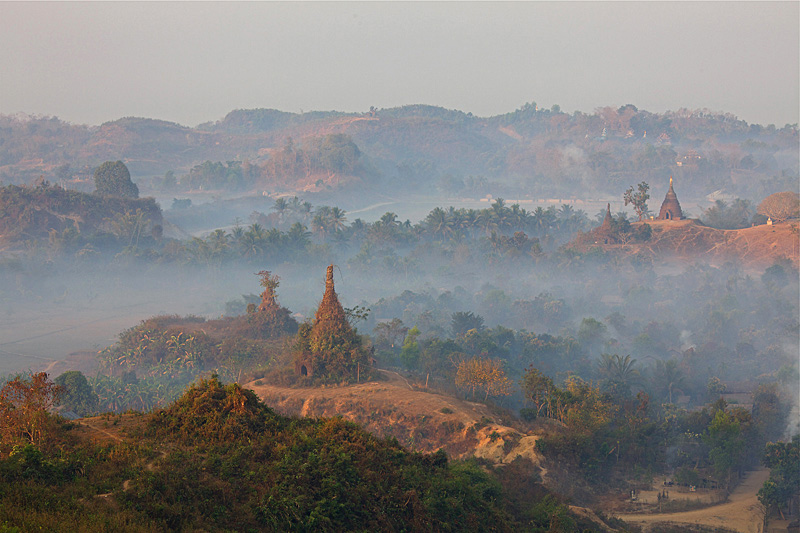
Vista della città.

Mrauk U è un importante sito archeologico birmano localizzato nel nord dello Stato di Rakhine. Il sito si trova sulla riva sinistra del fiume Kaladan ed è circondato da colline sia a nord che a sud.

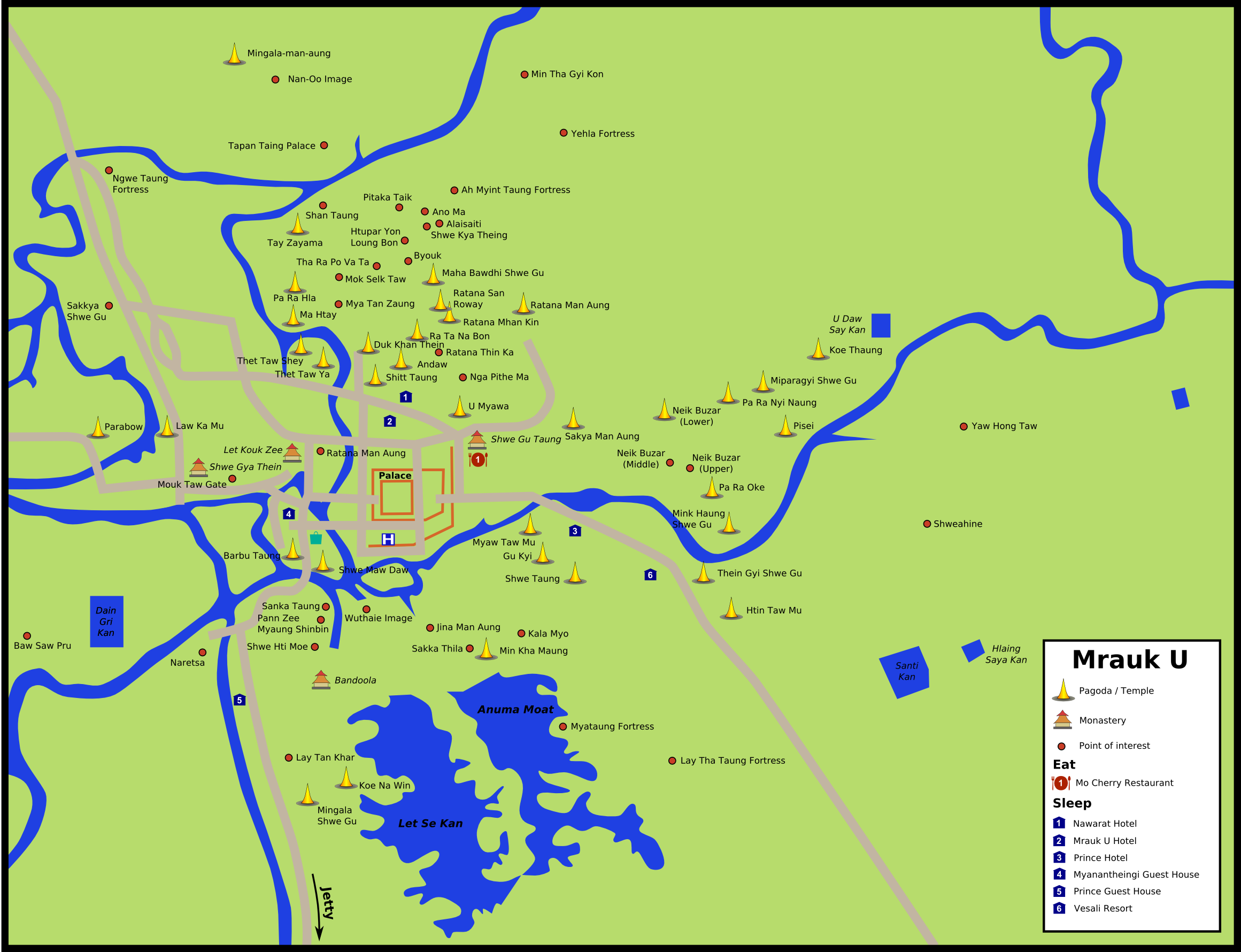
Mappa del sito di Mrauk U

Nel 1431, il re Min Saw Mon fondò Mrauk U e ne fece la capitale dell'ultimo regno Arakanese indipendente: il Regno di Mrauk U. La città arrivò a raggiungere una popolazione complessiva di circa 120.000 abitanti a metà del XVI secolo.